# Société de transports de l'agglomération stéphanoise
La Société de transport de l'agglomération stéphanoise (STAS, nom juridique : Transdev Saint-Étienne) est une entreprise de transport en commun, chargée de la desserte des 53 communes de Saint-Étienne Métropole.
Filiale de Transdev, son siège social est situé à Saint-Priest-en-Jarez, avenue Pierre Mendès France.

## Historique

Logo de la STAS jusqu'au printemps 2009.

Le réseau stéphanois est connu pour avoir gardé son tramway électrique (la seule en France avec Lille et Marseille) depuis sa création. Il est aussi, avec Lyon, Nancy et Limoges, l'un des rares réseaux français à avoir conservé des lignes de trolleybus.

### Avant la STAS
Les CFVE ont exploité le réseau dans sa grande majorité après le rachat des compagnies concurrentes.

### La STAS remplace les CFVE
En 1980, le SIOTAS (Syndicat intercommunal pour l'organisation des transports de l'agglomération stéphanoise) est créé et est chargé d'organiser les transports en commun de l'agglomération stéphanoise sur son périmètre.
Le 1er janvier 1981, les CFVE disparaissent au profit de la STAS qui exploite le réseau pour le compte du SIOTAS jusqu'en 1986 ou la STAS est remplacée par les TRAS (Transports urbains de l'agglomération stéphanoise) à la suite de la non-reconduction de la délégation de service public avec le groupe Transexel au profit de Transcet. Les TRAS décident de conserver le nom STAS qui devient le nom commercial du réseau.

### Années 2000
Depuis les années 2000, les TRAS sont devenus les TPAS à la suite du changement d'actionnaire de la société au profit de Veolia Transport, aujourd'hui fusionné avec Transdev, tandis que le SIOTAS a laissé place à Saint-Étienne Métropole.
En 2006, le réseau TVG (Transports de la vallée du Gier) de Saint-Chamond est définitivement intégré au réseau STAS, ainsi que les lignes départementales se retrouvant entièrement dans le nouveau périmètre.

### Nouveau réseau en août 2010
Dans un souci de clarté, une refonte du réseau intervient le 30 août 2010 , ce qui permettra d'éviter les nombreux doublons d'indice de lignes existant, à la suite des différentes intégrations ayant eu lieu dans les années 2000.
En janvier 2013, le réseau s'étend aux communes de La Fouillouse et d'Andrézieux-Bouthéon, ayant récemment intégré l'agglomération. Les lignes de bus 37, 38 et 39 seront alors créées. Par la suite, les zones tarifaires Grand Saint-Étienne et Grand Gier ne feront plus qu'une, depuis une seule et même tarification est applicable sur l'ensemble de la métropole.

### Nouveau réseau d'août 2017
Le 31 août 2017, une nouvelle refonte du réseau a lieu avec la création de lignes dites "Métropole", reprenant pour la plupart les anciennes lignes essentielles.

### Nombreuses extensions du réseau depuis 2019
En septembre 2019, le réseau crée de nouvelles dessertes pour les communes de Chambœuf, de Saint-Bonnet-les-Oules et de Saint-Galmier, ayant également rejoint la métropole. Les lignes de bus 38 du réseau STAS et 103 du réseau TIL fusionnent pour devenir la ligne C1, la ligne 108 du réseau TIL devient la ligne C2, légèrement modifiée, et les lignes 39 (Andrézieux-Bouthéon <> Saint-Bonnet-les-Oules) et 76 (Saint-Bonnet-les-Oules <> Saint-Galmier) sont créées.
En novembre 2019, le réseau tramway se développe après 13 ans sans nouvelle extension. La ligne T3 est étendue de Châteaucreux à la Terrasse via le quartier du Soleil, le Zénith Saint-Étienne Métropole et le Stade Geoffroy-Guichard.
En septembre 2020, de nouvelles communes sont desservies par le réseau. Les communes de Rozier-Côtes-d'Aurec, Saint-Maurice-en-Gourgois, Aboën, Çaloire et Saint-Nizier-de-Fornas ainsi que les communes non-membres de la métropole de Saint-Bonnet-le-Château et La Tourette sont désormais desservies par le réseau STAS via les lignes 31, 68 et 69 .
Un nouveau réseau est prévu pour la rentrée de septembre 2024 .

## Réseau

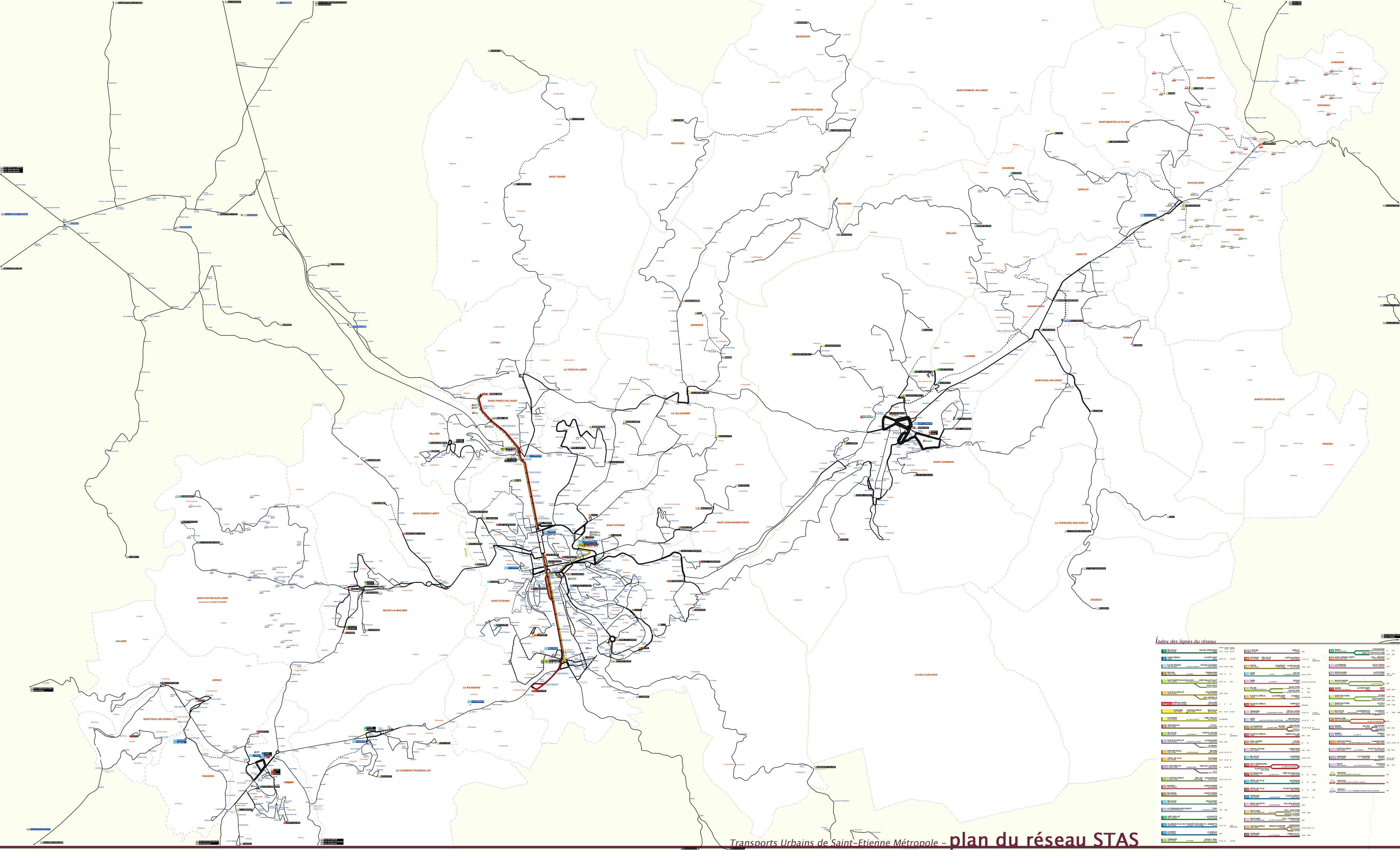
Plan du réseau de transport en 2009.

Organisé et financé par Saint-Étienne Métropole, la métropole a la responsabilité des transports en commun pour les 53 communes. Le réseau est structuré autour des trois lignes de tramways, circulant de 4 h 05 à 1 h 30; de deux lignes de trolleybus et 82 lignes de bus parcourant l'agglomération de 4 h 10 à 21 h environ dont huit lignes Métropoles, bus à haut niveau de service; de cinq lignes de soirées circulant entre 20 h 15 et 23 h environ, en complément des lignes de tramway; et de deux lignes Noctambus circulant de 0 h à 5 h en fin de semaine et circulant seulement du centre-ville vers la périphérie.
Le 31 août 2017, le réseau STAS connaît une importante restructuration.

### Tramway

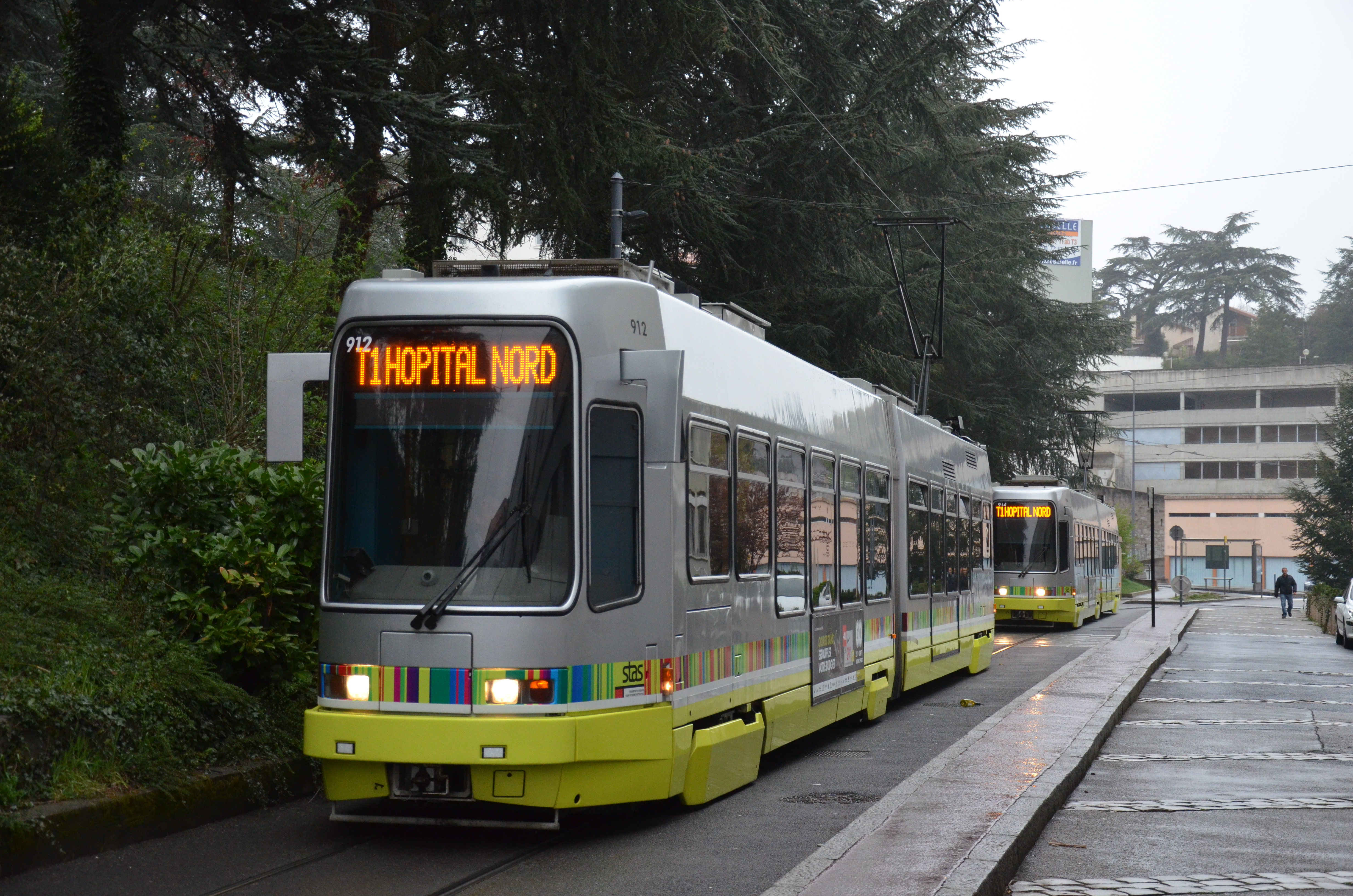
Un tramway de la ligne T1, au terminus de Solaure.

Le réseau de tramway de Saint-Étienne se compose de trois lignes (T1, T2 et T3) desservant Saint-Étienne et Saint-Priest-en-Jarez avec un réseau organisé principalement sur un axe nord-sud. À elles trois, les lignes assurent près de 50 % du trafic. Véritable épine dorsale du réseau, le tram stéphanois arpente la grande rue sur près de 8 km depuis 1881.
En soirée, le réseau de tramway effectue son dernier départ à 0 h 25 en semaine et 1 h 05 les jeudis, vendredis et samedis soirs dans le sens sud-nord. Le dimanche, le dernier départ est à 0 h 05.

### Trolleybus

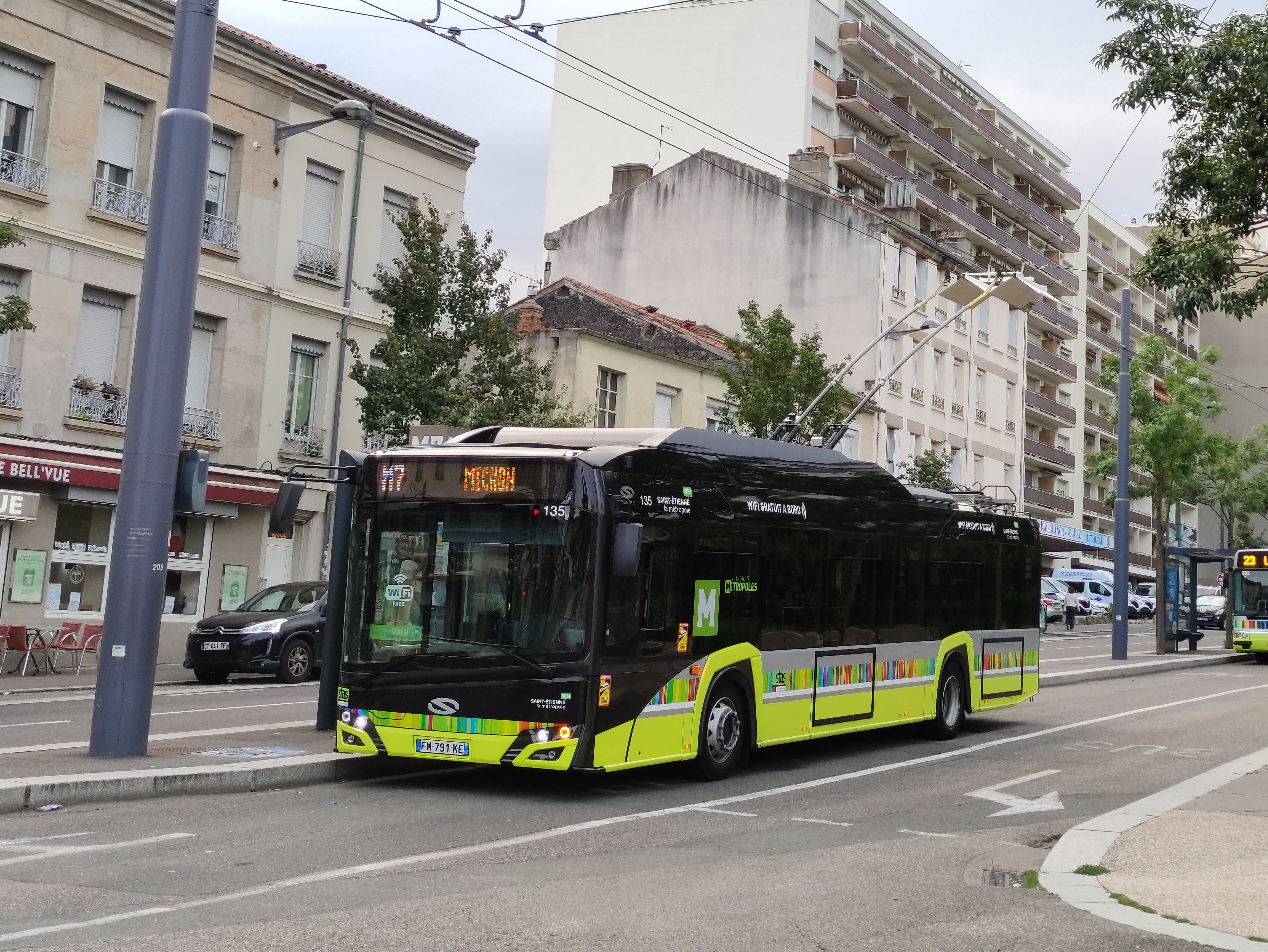
Un Solaris Trollino 12 sur la ligne M7.

Le réseau de trolleybus stéphanois compta jusqu'à sept lignes (1, 3, 5, 6, 7, 8 et 10), il fut progressivement démantelé au fil des années et il ne restait depuis 2010 qu'une seule ligne, partiellement exploitée en autobus, la ligne M3. Depuis le 14 février 2020, la ligne M7 est de nouveau exploitée en trolleybus.
Début 2019, Saint-Étienne Métropole (SEM) a investi 18M€ dans son réseau de trolleybus avec l'achat de 23 nouveaux véhicules de la marque Solaris, qui sont désormais en service sur les lignes M3 et M7 (ligne M3 déjà exploitée depuis 2003 par des Cristalis ETB12 et qui furent réformés avec l'arrivée des Solaris).
Depuis la rentrée 2021, les lignes de soirée S3 (La Cotonne - Terrenoire via Montplaisir) et S7 (Michon - Hôtel de Ville) sont également assurées en trolleybus.
D'ici 2026, il est prévu d'acquérir des trolleybus articulés pour équiper la ligne M6 (c'est un retour sur la M6 qui fut exploitée en trolleybus standards de 1955 à 1983 puis en trolleybus articulés jusqu'en 2000), cette dernière deviendra la ligne M6+, un bus à haut niveau de service entre la Place Foch, la cité du Design, Châteaucreux, le centre-ville stéphanois et l'IUT dans le quartier de la Métare,.

### Autobus

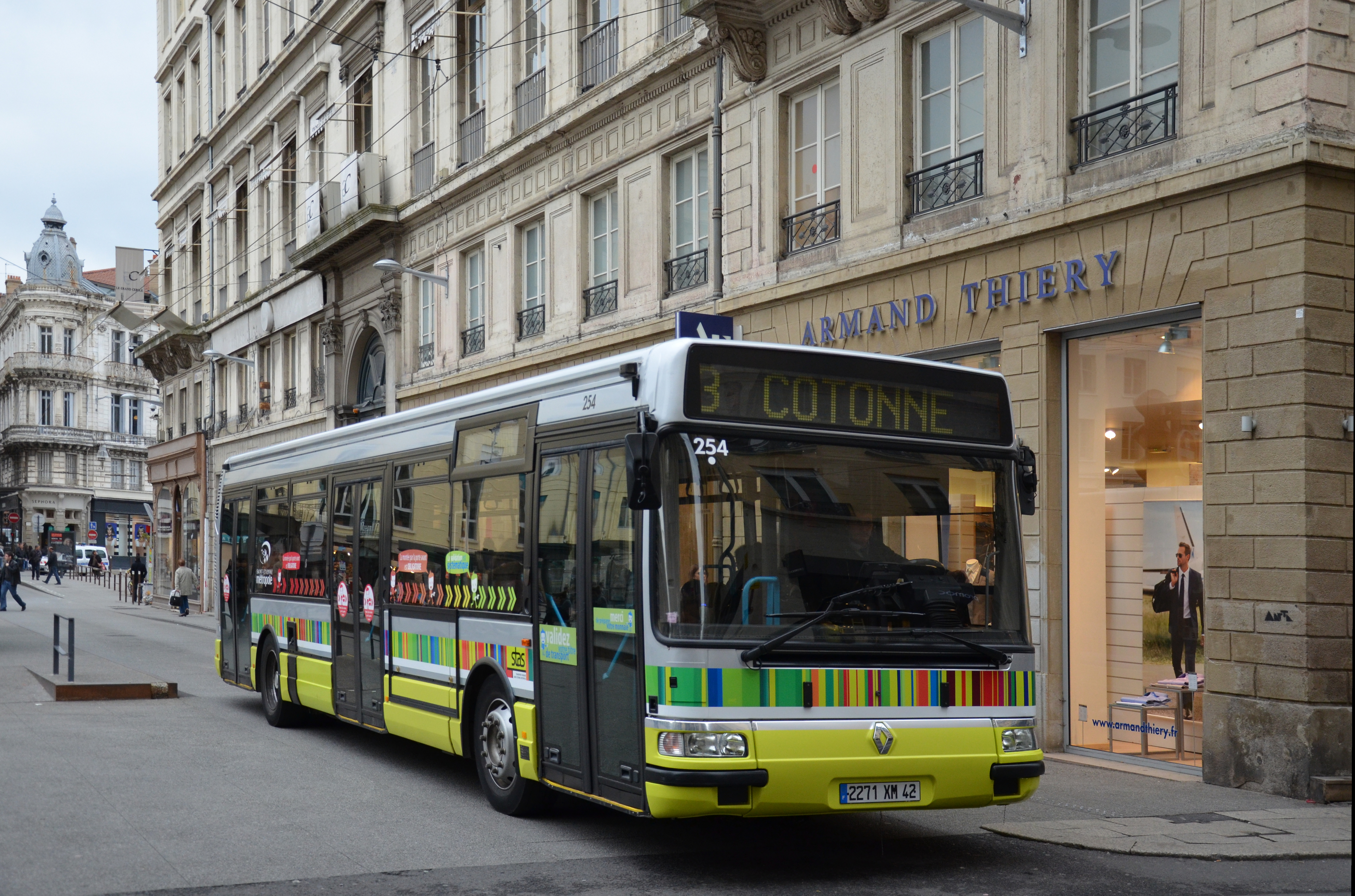
Renault Agora S à la place de l'Hôtel de ville sur l'ancienne ligne 3 en direction de la Cotonne.

Le réseau d'autobus stéphanois se compose de 81 lignes desservant l'ensemble des 53 communes de Saint-Étienne Métropole.
Indicées de M1 à M7 et M9, les lignes « Métropoles » sont exploitées pour la plupart en véhicules à haut niveau de service, équipés de Wi-Fi et d'écrans d'informations à bord. Elles forment la colonne vertébrale du réseau de bus et de trolleybus et sont toutes reliées directement au centre-ville et offrent des passages toutes les 8 à 10 minutes en heures de pointe (de 7 à 9h et de 16 à 19h) ou toute la journée, selon les lignes.
Le réseau classique est composé d'une soixantaine de lignes desservant les différents secteurs de la métropole (lignes 8 et 10 à 29 sur Saint-Étienne, 30 à 39 dans l'Ondaine et le Forez, 40 à 57 dans la vallée du Gier, 68 et 69 dans les balcons du Forez, 70 à 109 (avec trous de numérotation) qui assurent des dessertes complémentaires). En outre deux lignes sont assurées conjointement avec les Cars Région Loire, les lignes C1 et C2.
Après 20 h à 20 h 30 selon les lignes, le réseau de bus est recentré autour de cinq lignes (S1, S3, S6, S7 et S9) desservant Saint-Étienne et l'Ondaine en reprenant le trajet de certaines lignes de journée, principalement les lignes « Métropoles ».
Ces lignes de soirée circulent généralement à raison d'un bus toutes les 30 à 35 minutes du lundi au samedi. Le dernier départ est aux environs de 22h30 (au moins 22h31 avec la S3 et jusqu'à 23h15 pour la S1 direction Firminy). Ces lignes ne circulent pas le dimanche, mais les lignes de bus Métropoles sont néanmoins prolongées d'une heure ce jour-là pour une fin entre 21h30 et 23h selon les lignes.
Les jeudis, vendredis et samedis soir (hors vacances d'été) circulent deux lignes de nuit, les « Noctambus » uniquement du centre-ville vers la périphérie, avec un départ par heure de minuit à 5h du matin.

### Vélivert
La STAS a aussi géré un service de location de vélos sous le nom commercial Vélivert avec un premier emplacement sur le parvis de la gare de Châteaucreux. Depuis le 26 juin 2010, les vélocations Vélivert sont exploitées par Saint-Étienne Métropole.

### Musée des transports
La STAS gère aussi un musée des transports urbains de Saint-Étienne et sa région qui retrace l'évolution du matériel roulant de la CFVE et de la STAS.

### Fréquentation
La fréquentation du réseau de la STAS a augmenté de 24,9 % entre 2007 et 2017. Cette croissance a été continue, excepté en 2012. Une baisse est également constatée pour l'année 2020, en raison de la pandémie de Covid-19 :
| Année                                  | 2007   | 2008   | 2009   | 2010   | 2011   | 2012   | 2013   | 2014   | 2015   | 2016   | 2017   | 2018   | 2019   | 2020   | 2021   | 2022   |
| Nombre de voyages annuel (en millions) | 37,318 | 38,880 | 39,746 | 40,057 | 44,841 | 44,965 | 42,911 | 43,347 | 46,382 | 46,393 | 46,602 | 46,749 | 47,283 | 31,765 | 40,107 | 45,631 |

En 2015, 48,1 % des voyages ont été réalisés sur les lignes de tramway et 34 % sur les lignes de bus essentielles. En 2016, 48 % des trajets ont été effectués sur les lignes de tramway et 33,9 % sur les lignes de bus essentielles. En 2017, 47,6 % des voyages ont été réalisés sur les lignes de tramway et 29,4 % sur les lignes de bus Métropoles. En 2018, 46,9 % des voyages ont été réalisés sur les lignes de tramway et 29,8 % sur les lignes de bus Métropoles. En 2019, 46,7 % des voyages ont été réalisés sur les lignes de tramway et 30 % sur les lignes de bus Métropoles. En 2020, 46,2 % des voyages ont été réalisés sur les lignes de tramway et 33 % sur les lignes de bus Métropoles. En 2021, 46, 1 % des voyages ont été réalisés sur les lignes de tramway et 33 % sur les lignes de bus Métropoles.

### Tarification

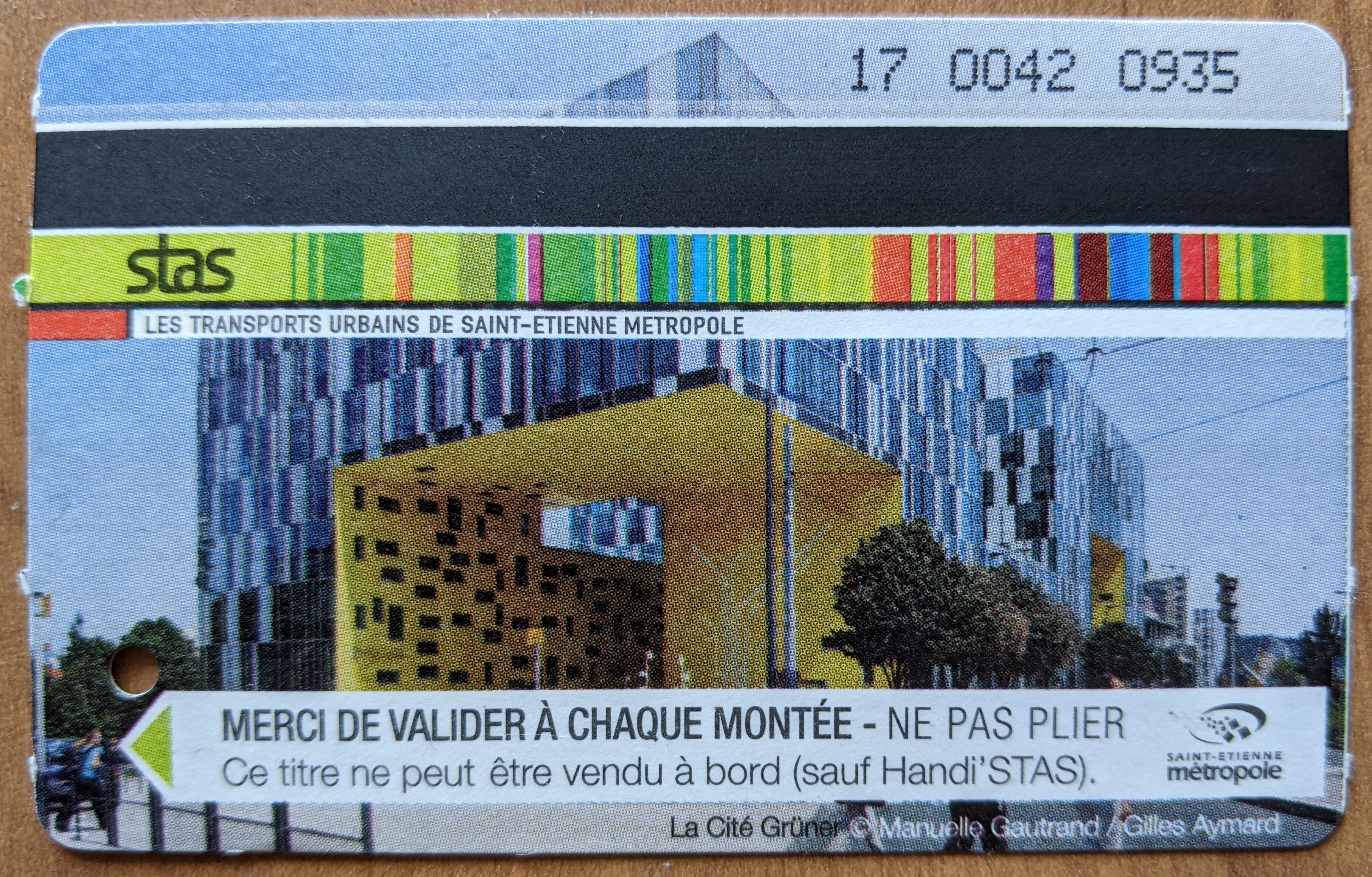
Billet 1 voyage.

#### Pour les voyageurs occasionnels
| 1 Voyage                    | 1,60 €  | 1,80 € à bord des bus |
| Voyage souplesse            | 1,00 €  |                       |
| 10 voyages                  | 12,00 € |                       |
| 1 voyage T-Libr S           | 1,90 €  |                       |
| 10 voyages T-Libr S         | 17,70 € |                       |
| Titre classe                | 28,80 € |                       |
| 1 voyage CMU                | 0,70 €  |                       |
| 1 voyage STAS+Cars Région   | 2,60 €  |                       |
| 10 voyages STAS+Cars Région | 21,00 € |                       |

## Points de vente

### Agences commerciales
Il existe trois « espaces transports » dans l'agglomération stéphanoise depuis la fermeture de celui de la station Parc Champirol en septembre 2022 :
- Place Dorian à Saint-Étienne ;
- Parvis de la gare de Saint-Étienne-Châteaucreux ;
- Place du Moulin à Saint-Chamond.

## Intermodalité

### Pôles de correspondance
Il existe neuf principaux centres d'échanges dans l'agglomération stéphanoise :
| Centre-ville (arrêts Hôtel de Ville, Dorian / Hôtel de Ville, Jean Jaurès et Georges Teissier) | T1 T2 M2 M3 M7 10 12 13 16 21 24 + S3 S7 S9 (lignes de soirée) + N1 N2 (lignes de nuit) |
| Square Violette / Jean Moulin                                                                  | T2 T3 M2 M3 M5 M6 M7 12 13 14 15 16 + S3 S6 S7 (lignes de soirée)                       |
| Gare de Saint-Étienne-Bellevue                                                                 | T1 T3 M1 M4 M7 22 23 80 + S1 (ligne de soirée) + N2 (ligne de nuit), TER, Cars Région.  |
| Gare de Saint-Étienne-Châteaucreux                                                             | T2 T3 M4 14 29 83 + S3 (lignes de soirée) + N1 (ligne de nuit), TER, TGV, Cars Région   |
| Gare de Saint-Étienne-La Terrasse                                                              | T1 T3 8 17 25 27 C1 + N1 (ligne de nuit), TER, Cars Région.                             |
| Gare de Saint-Étienne-Carnot                                                                   | T1 T2 M9 10 12 21 + S9 (ligne de soirée) + N1 (ligne de nuit), TER, Cars Région.        |
| Technopole                                                                                     | T3 M9 S9.                                                                               |
| Gare de Firminy                                                                                | M2 31 32 34 108 TER, Cars Région, M1 30 33 à 100 m.                                     |
| Saint-Chamond - Place du Moulin                                                                | M5 29 40 41 42 43 44 45 102                                                             |

### Parc relais
Il existe différents parc relais dans l'agglomération stéphanoise :
| Nom                                | Commune                | Places | Places PMR | Surveillé | Accès (Lignes desservant le P+R)                                          | Particularités |
| ---------------------------------- | ---------------------- | ------ | ---------- | --------- | ------------------------------------------------------------------------- | -------------- |
| Le Grand-Quartier                  | Sorbiers               | 18     | 1          | non       | 14 85                                                                     |                |
| Escale                             | Saint-Priest-en-Jarez  | 76     | 2          | oui       | T1 T3 et L15                                                              |                |
| Parc Jean-Marc                     | Saint-Priest-en-Jarez  | 90     | 5          | non       | T1 T3 16 17                                                               |                |
| La Terrasse                        | Saint-Étienne          | 220    | 5          | oui       | T1 T3 8 17 25 27 C1 N1, L11 L13 X18 et TER                                |                |
| Stade Geoffroy-Guichard            | Saint-Étienne          | 206    | 4          | non       | T1 T3                                                                     |                |
| Le Marais                          | Saint-Étienne          | 294    | 6          | non       | T3 M9 S9                                                                  |                |
| Zénith                             | Saint-Étienne          | 185    | 15         | non       | T3 M9 S9 N1                                                               |                |
| Gare de Saint-Étienne-Châteaucreux | Saint-Étienne          | 248    | 3          | oui       | T2 T3 M3 M4 M5 12 13 14 15 16 29 83 85 S1 N1, L11 L13 H30 H37 X18 et TER. |                |
| Bellevue                           | Saint-Étienne          | 150    | 2          | oui       | T1 T3 M1 M4 M7 22 23 80 S1 N2, L12 L14 L16 L17 H28 H30 H34 H37 et TER.    |                |
| Gare de La Ricamarie               | La Ricamarie           | 20     | 2          | non       | M1 70 S1 et TER.                                                          |                |
| Gare du Chambon-Feugerolles        | Le Chambon-Feugerolles | 46     | 2          | non       | M1 30 et TER.                                                             |                |
| Gare de Firminy                    | Firminy                | 46     | 2          | oui       | M2 30 31 32 34, H28 H30 H34 H37 et TER.                                   |                |
| Bourgeat                           | Roche-la-Molière       | 33     | 2          | non       | M2                                                                        |                |
| Gare de Saint-Chamond              | Saint-Chamond          | 400    | 10         | oui       | M5 25 29 40 42 43 44 45 46 78 81 102 et TER.                              |                |
| Gare de Rive-de-Gier Nord          | Rive-de-Gier           | 190    | 4          | oui       | M5 46 47 57 103 104 105 106 et TER.                                       |                |
| Gare de Rive-de-Gier Sud           | Rive-de-Gier           | 100    | 2          | oui       | M5 46 47 57 103 104 105 106 et TER.                                       |                |

### TER
Les quatre lignes de TER gérées par la région Auvergne-Rhône-Alpes peuvent être empruntées par les voyageurs munis d'un abonnement ou d'un billet T-Libr.
Les lignes sont :
| Ligne | depuis          | Terminus Zone Saint-Étienne Métropole | Gares desservies | Terminus Zone Saint-Étienne Métropole | vers                           |
| ----- | --------------- | ------------------------------------- | --- | ------------------------------------- | ------------------------------ |
| 9/10  | Le Puy-en-Velay | Firminy                               | - Le Chambon-Feugerolles - La Ricamarie - Saint-Étienne-Bellevue - Saint-Étienne-Le Clapier - Saint-Étienne-Carnot - Saint-Étienne-Châteaucreux - Saint-Chamond | Rive-de-Gier                          | Lyon-Part-Dieu / Lyon-Perrache |
| 11    |                 | Saint-Étienne-Châteaucreux            | - Saint-Étienne-La Terrasse - La Fouillouse | Andrézieux                            | Montbrison / Clermont-Ferrand  |
| 12    |                 | Saint-Étienne-Châteaucreux            | - Saint-Étienne-La Terrasse - Bouthéon | Veauche - Saint-Galmier               | Roanne                         |

## Données financières

### Chiffre d’affaires
Le chiffre d'affaires de la STAS (Transdev Saint-Étienne) est de 69 562 500 € en 2022.

### Rentabilité
Le résultat net en 2022 s'établit à 1 344 700 €.

### Effectif
La STAS emploie en 2021, 683 personnes dont 422 affectés à la conduite (tramways, trolleybus et autobus).